# オンライン・レピュテーション・マネジメント
オンライン・レピュテーション・マネジメント（Online Reputation Management、ORM、オンライン評価管理）は、企業（組織）・個人・サービス・ブランド等の評判やイメージを構築・維持・管理をオンラインで行うための取り組みである。元来レピュテーション・マネジメントは広報活動の影響管理を意味する造語だが、コンピュータやインターネット、ソーシャルメディアの進歩に伴い、主にインターネット上の誹謗中傷・風評被害・炎上といった評判管理（マネジメント）をする意味でオンライン・レピュテーション・マネジメントといわれている。

## 概要
オンライン・レピュテーション・マネジメントは、個人や企業のブランドの評判を監視し、ネガティブな意見への対策や処理を行うことをいう。また早期に不備やクレームを察知するためのフィードバック環境の整備など、さまざまな評判をモニタリングをする習慣を指す。特に、ネガティブな情報（ページ）・コンテンツに対して、SEO施策を行ない該当情報の検索結果（位置）の施策が多く行われている。また、プレスリリースを流し、メディアに記事や番組として取り上げもらう活動、公式アカウントのブログ・Twitter・Facebook等のメッセージ発信など、積極的に情報発信を行うことによる施策も行われている。

## 歴史
当初、メディア以外の範囲での広報状況と影響を意図していたが、インターネットやソーシャルメディアの普及に伴い、現在ではレビューサイトやソーシャルメディアでの評判や検索結果の上位リンクにフォーカスするようになった。2007年、アメリカ カリフォルニア大学バークレー校で行われた調査によると、一部の売り手が、顧客によいフィードバック（口コミや評判）と引き換えに製品を割引販売し、eBayの上で評判管理（オンライン・レピュテーション・マネジメント(ORM)）を行っていることが明らかになった。